# Шнейдеман, Георгий Георгиевич
Георгий Георгиевич Шнейдеман (Егор Егорович Степанов; 1907—1941) — советский шахматист, мастер спорта СССР (1940).

## Биография
Выдвинулся в соревнованиях профсоюза совторгслужащих. Работал на Кировском заводе. Выступал за ДСО «Авангард».
Вошёл в число сильнейших шахматистов города в начале 1930-х годов. Участвовал в нескольких чемпионатах Ленинграда.
Был секундантом В. А. Чеховера на его матче с Г. М. Каспаряном (Ереван, 1936). Также являлся членом оргкомитета матча.
Один из победителей Всесоюзного турнира I категории, состоявшегося в Горьком в 1938 году (выиграл свою группу).
До 1937 года выступал под фамилией Степанов, затем поменял её на фамилию отца.
Летом 1941 года был арестован на основании ложного доноса и расстрелян по обвинению в шпионаже в пользу Германии.
Говоря об аресте Шнейдемана, С. Я. Гродзенский в своей книге «Лубянский гамбит» приводит свидетельства М. Н. Волковыского и П. А. Романовского. Волковыский утверждал, что Шнейдеману после ареста удалось передать на волю фамилию доносчика. Романовский был вызван на допрос по делу Шнейдемана. По его словам, следователь, добиваясь компрометирующих показаний, махал у него перед лицом листком бумаги. Романовский узнал «почерк с характерными высокими буквами и косым наклоном». Гродзенский уклоняется от того, чтобы прямо назвать фамилию доносчика, сообщая только, что тот был «этюдистом, шахматным писателем и пианистом».
Проживал по адресу: Набережная Пряжки, 34.
В послевоенные годы имя Шнейдемана редко встречалось в шахматной литературе. Единственная партия, попавшая в теоретические справочники, — победа в системе Тартаковера — Макогонова — Бондаревского над Е. А. Загорянским в первенстве ВЦСПС 1936 года (ещё под фамилией Степанов). О периоде после смены фамилии до конца 1980-х годов вообще ничего не было написано. Лишь в 1988 году он был упомянут под двойной фамилией (которую никогда не носил) в списке ленинградских мастеров.

## Отзывы в шахматной прессе
Авторы обзорных статей о различных соревнованиях первой половины 1930-х гг. часто отмечали несоответствие спортивных результатов уровню способностей Степанова.
«Очень неудачно играли Рохлин, Степанов, Толуш, Юрьев и Равинский. Все они несомненно могли добиться значительно лучших результатов».
«Степанова мы полагали видеть выше. Что к этому были основания и возможности, указывают результаты его игры с мастерами, против которых он набрал 4½ очка из возможных 8. Однако ему пришлось понести наказание за излишнюю самоуверенность в игре против более слабых противников».

## Спортивные результаты
| Год         | Город          | Соревнование                                                          | + | − | = | Количество очков | Место                      |
| ----------- | -------------- | --------------------------------------------------------------------- | - | - | - | ---------------- | -------------------------- |
| 1929        | Ленинград      | Первенство ЛС профсоюза совторгслужащих                               |   |   |   |                  |                            |
|             | Ленинград      | Первенство Ленинграда                                                 | 1 | 2 | 4 | 3 из 7           | 5—6                        |
| 1930        | Ленинград      | Матч рабпрос — профсоюз строителей (1 доска, против И. Л. Рабиновича) | 1 | 0 | 0 | 1 из 1           |                            |
|             | Ленинград      | Матч Ленинград — Москва (против Е. Баума)                             | 0 | 1 | 1 | ½ из 2           |                            |
| 1930 / 1931 | Ленинград      | Первенство Ленинграда                                                 | 6 | 6 | 5 | 8½ из 17         | 6—8                        |
| 1931        | Москва         | Полуфинал 7-го чемпионата СССР                                        | 5 | 3 | 1 | 5½ из 9          | 4                          |
| 1932        | Ленинград      | Предварительный турнир первенства Ленинграда (группа 1)               | 2 | 7 | 1 | 2½ из 10         | 9                          |
|             | Ленинград      | Тренировочный турнир ленинградских шахматистов                        |   |   |   |                  | Турнир не завершен         |
| 1933 / 1934 | Ленинград      | Первенство Ленинграда                                                 | 4 | 5 | 6 | 7 из 15          | 9—10                       |
| 1934        | Ленинград      | Первенство Ленинградского отдела рабпроса                             |   |   |   |                  | [ 18 ]                     |
| 1935        | Ленинград      | Зимний турнир I категории (группа № 2)                                | 3 | 4 | 2 | 4 из 9           | 5—8                        |
|             | Ленинград      | Показательный турнир I категории ЛЦШК                                 | 2 | 2 | 3 | 3½ из 7          | 4—6                        |
| 1936        | Москва         | Первенство ВЦСПС                                                      | 5 | 5 | 8 | 9 из 18          | 13—14                      |
| 1937        | Ленинград      | Турнир I категории                                                    |   |   |   |                  | [ 21 ]                     |
|             | Ленинград      | Матч Ленинград — Москва (против А. Б. Поляка)                         | 1 | 0 | 1 | 1½ из 2          |                            |
| 1938        | Горький        | Всесоюзный турнир I категории                                         | 9 | 2 | 2 | 10 из 13         | 1 (выполнил норму кмс)     |
| 1939        | Ленинград      | Первенство Ленинграда                                                 | 5 | 4 | 6 | 8 из 15          | 8—9                        |
|             | Ростов-на-Дону | Всесоюзный турнир кандидатов в мастера спорта (группа № 2)            | 5 | 4 | 4 | 7 из 13          | 5—7                        |
| 1940        |                | Всесоюзный турнир кандидатов в мастера спорта                         | 4 | 0 | 7 | 7½ из 11         | 2 (выполнил норму мастера) |
|             | Ленинград      | Первенство Ленинграда                                                 | 5 | 4 | 7 | 8½ из 16         | 6—8                        |
| 1941        | Ростов-на-Дону | Полуфинал 13-го чемпионата СССР (группа I)                            | 2 | 2 | 2 | 3 из 6           | [ 26 ]                     |